# Bundesstrasse 51
B51 är en förbundsväg i Tyskland och sträcker sig i sydlig riktning. Den börjar i Stuhr alldeles söder om Bremen. Den går sedan vidare igenom förbundsländerna Niedersachsen, Nordrhein-Westfalen, Rheinland-Pfalz och Saarland. Vägen slutar vid den franska gränsen vid Sarreguemines. Där ansluter vägen till den franska vägen N61. Vägen går nästan parallellt med motorvägen A1 i stort sett hela sträckan.

## Historia
Den nordligaste delen av vägen, den mellan Bremen och Münster byggdes mellan 1809 och 1813, beställd som en arméväg av Napoleon I. Sträckan mellan Osnabrück och Bad Iburg samt mellan Münster och Telgte byggdes redan på 1700-talet och renoverades under Napoléons tid. Vägen fortsatte från Münster vidare mot Frankrike via Dülmen och Wesel.
Mellan 1838 och 1842 så byggdes den mittersta delen av vägen. Sträckan mellan Haltern via Recklinghausen till Bochum. Sträckan mellan Remscheid-Lennep och Köln färdigställdes år 1775.
Den sydligaste delen av vägen, sträckan mellan Köln och Trier började byggas 1826 och blev färdig 1841. I Saarland började man bygga vägar på 1700-talet. Sträckan mellan Völklingen och Bous var färdig 1734.

## Beskrivning av sträckan
B51 går från Bremen över Ruhrområdet till Saarland och den franska gränsen vid Lothringen. Vägen leder trafik igenom fem förbundsländer igenom varierande landskap och igenom gamla industriområden.
Vägen börjar i Stuhr alldeles söder om Bremen och följer B6 i fem km till Binkum.
I början är landskapet flackt och vägen passerar Bassum efter 23 km. Vägen går sedan vidare till Diepholz som ligger 42 km. Efter 110 km passeras storstaden Osnabrück. Runt Osnabrück ligger Teutoburger Wald. Efter Bad Iburg och Glandorf passerar vägen gränsen till Nordrhein-Westfalen.

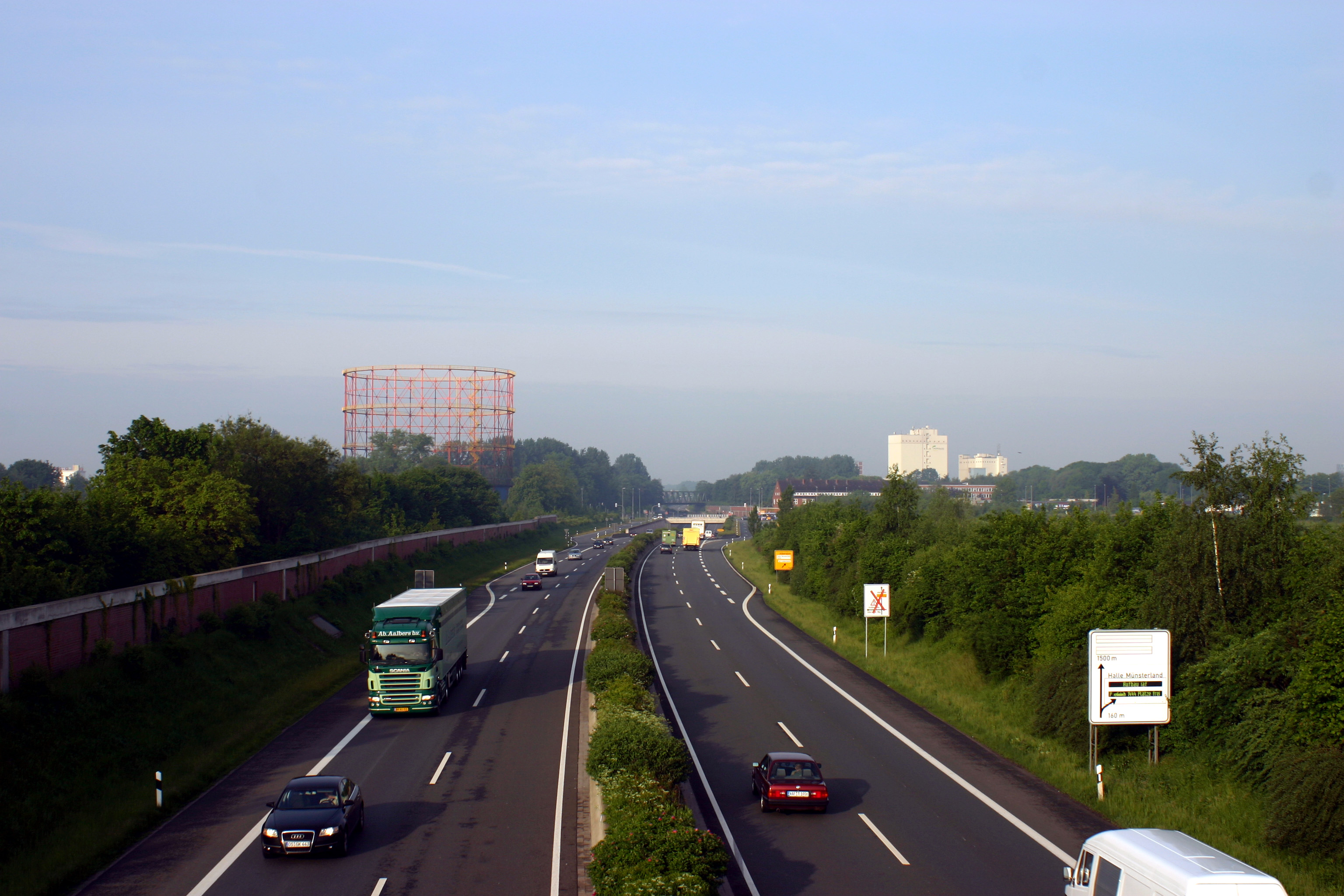
B51 igenom Münster

Efter 174 km passeras Münster som tillsammans med Osnabrück fungerade som förhandlingsstäder när den Westfaliska freden skulle förhandlas fram. I Münster går vägen som en stadsmotorväg. Vägen delar efter staden sträckning med A43 till Bochum en sträcka på 64 km. När vägen går rakt igenom Bochum efter 240 km så går den förbi bl.a. ett gruvmuseum och en teater. Vägen går sedan förbi Hattingen med en väl bevarad "Altstadt" (gammal stadsdel). Vägen följer sedan A43 och A1 mellan Trafikplats Sprockhövel och Trafikplats Remscheid-Lennep. 
Efter Remscheid går vägen igenom Bergische Land och passerar Wermelskirchen och Leverkusen. Norr om centrala Köln så passerar vägen över Rhen via Mülheimer Brücke. Vägen går efter Rhen genom Köln. Köln passeras efter 311 km. Efter Köln följer vägen motorvägarna A553 och A1 en bit. 
Vägen svänger av från motorvägen vid Euskirchen. Vid Euskirchen har det gått 347 km. Vägen är nu mest landsväg en bra bit. Det är endast en sträcka på 32 km vid gränsen mellan Nordrhein-Westfalen och Rheinland-Pfalz som är motorväg. Vägen går sedan vidare mot Prüm. Vid Prüm ansluter vägen till motorvägen A60 vilken den följer en liten bit till Bitburg. Vägen går sedan mot Trier som är efter 457 km. I Trier korsar vägen floden Mosel. Vägen följer floden till Konz där den börjar följa floden Saar istället. Härifrån är det endast ett par kilometer till Luxemburg. 
Vägen går sedan efter floden Mosel i stort sett hela sträckan mellan Saarburg och Merzig. Vägen delar sträckning med A8 mellan Merzig och Dillingen/Saar, en sträcka på 20 km. Efter Dillingen så passerar vägen Saarlouis och Völklingen. I Völklingen passeras världsarvet Völklinger Hütte. Vägen går sedan vidare till Saarbrücken. Efter Saarbrücken ansluter vägen till den franska vägen N61 vid Gränsövergång Hanweiler. Från den franska vägen N61 är det inte långt till den franska motorvägen A4 som går till Paris. 
Vägen är 570 km lång varav 145 km är motorväg.

## Annat
Vägen användes av många skandinaver som ska till södra Frankrike och Spanien. Det tillsammans med A1 och A60. 

A1 - B51 - A60 är den kortaste vägen mellan Köln och västra Rheinland-Pfalz och Saarland samt områden som Lothringen.

## Anslutning/sträckning
|  | Nr | Skyltning                         |
|  |    | Brinkum                           |
|  |    | Seckenhausen                      |
|  |    | Fahrenhorst                       |
|  |    | Bassum                            |
|  |    | Twistringen                       |
|  |    | Barnstorf                         |
|  |    | Motortrafikled börjar             |
|  |    | Diepholz-Nord                     |
|  |    | Diepholz-West                     |
|  |    | Motortrafikled slutar             |
|  |    | Lembruch                          |
|  |    | Lemförde                          |
|  |    | Motortrafikled börjar             |
|  |    | Bohmte                            |
|  |    | Motortrafikled slutar             |
|  |    | Herringhausen                     |
|  |    | Osnabrück-Schinkel ( följer och ) |
|  |    | Osnabrück-Nahne E 30              |
|  |    | Glandorf                          |
|  |    | Telgte                            |
|  |    | Münster                           |
|  |    | Münster-Süd E 37                  |
|  |    | följer                            |
|  |    | Bochum-Riemke                     |
|  |    | Bochum-Zentrum                    |
|  |    | Bochum                            |
|  |    | Hattingen                         |
|  |    | Sprockhövel                       |
|  |    | Sprockhövel                       |
|  |    | ( följer och )                    |
|  |    | Remscheid-Lennep                  |
|  |    | Remscheid-Lennep                  |
|  |    | Bergisch Born                     |
|  |    | Wermelskirchen                    |
|  |    | Burscheid-Kaltenherberg           |
|  |    | Leverkusen                        |
|  |    | Köln                              |
|  |    | Verteilerkreis Köln               |
|  |    | Meschenich                        |
|  |    | Brühl-Nord 553                    |
|  |    | ( följer och )                    |
|  |    | Euskirchen                        |
|  |    | Euskirchen                        |
|  |    | Bad Münstereifel                  |
|  |    | Holzmülheim                       |
|  |    | Buir (Nettersheim)                |
|  |    | Tondorf                           |
|  |    | Blankenheim (Ahr) E 29            |
|  |    | Mülheim (Eifel)                   |
|  |    | Blankenheim (Ahr)                 |
|  |    | Stadtkyll                         |
|  |    | Prüm                              |
|  |    | Prüm E 42                         |
|  |    | ( följer )                        |
|  |    | Bitburg E 42                      |
|  |    | Bitburg E 29                      |
|  |    | Helenenberg                       |
|  |    | Trier E 44                        |
|  |    | Trier                             |
|  |    | Konz                              |
|  |    | Saarburg                          |
|  |    | Merzig                            |
|  |    | Merzig-Schwemlingen               |
|  |    | ( följer )                        |
|  |    | Dillingen-Süd                     |
|  |    | Dillingen                         |
|  |    | Saarlouis E 29                    |
|  |    | Völklingen                        |
|  |    | Saarbrücken                       |
|  |    | Kleinblittersdorf                 |
|  |    | Gränsövergång Hanweiler           |